# Villeneuve-au-Chemin
Villeneuve-au-Chemin é uma comuna francesa na região administrativa de Grande Leste, no departamento de Aube. Estende-se por uma área de 3,35 km². Em 2010 a comuna tinha 187 habitantes (densidade: 55,8 hab./km²).